# 48628 Джанетфендер
48628 Джанетфендер (48628 Janetfender) — астероїд головного поясу, відкритий 7 вересня 1995 року.
Тіссеранів параметр щодо Юпітера — 3,587.